# Joseph Johann von Littrow

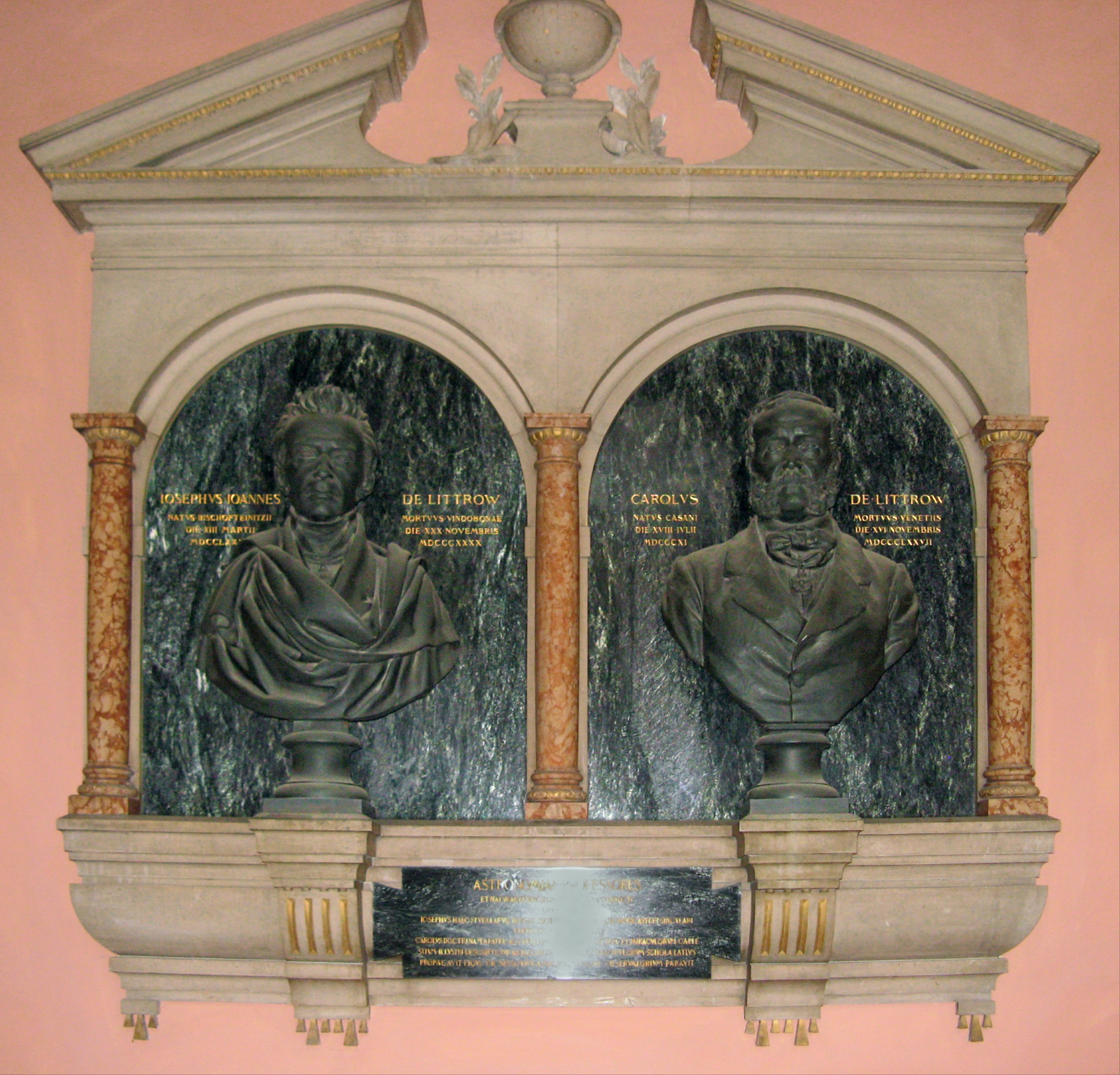
Hans Bitterlich: Joseph Johann és Karl Ludwig Littrow szobra a bécsi egyetemen

Joseph Johann von Littrow (Bischofteinitz (Csehország), 1781. március 13. – Bécs, 1840. november 30.) osztrák csillagász, Karl Ludwig von Littrow csillagász és Heinrich von Littrow térképész édesapja.

## Élete
Prágában jogot és teológiát végzett és 1803-tól fogva Renard gróf nevelőjeként, annak sziléziai birtokán matematikát és asztronómiát tanult. 1807-ben Krakkóban a matematika, 1810-ben a kazányi egyetemen az asztronómia tanára lett; mint ilyen berendezte itt a csillagvizsgálót. 1816-ban Budára jött Pasquich János mellé mint társ (socius) a Gellért-hegyi csillagvizsgálóhoz, de szakmai rivalizálásuk nyomán végül 1819-ben a bécsi egyetemen a csillagászat tanára és a csillagvizsgáló igazgatója lett. A csillagvizsgáló újraszervezéséért, kiváló irodalmi és tanári működéséért 1836-ban osztrák nemességet kapott. 
Elméleti és szakmunkálatain kívül, melyek alapján többi közt Pössl a dialitikus messzelátókat készítette, Littrow főképp az asztronómia népszerűsítésével szerzett nagy érdemeket. Népszerű előadásait a Wiener Zeitschrift für Kunst, Literatur, Theater und Mode című folyóiratban közölte. A biztosítás terén is szaktekintély volt. Szépirodalmi munkái Vermischte Schriften címen jelentek meg (Stuttgart, 1846, életrajzzal). 
Littrownak a budai csillagvizsgálón töltött idejéről, valamint nem egészen korrekt viselkedéséről Pasquichnak Kmeth Dániel általi megtámadásában lásd bővebben: Heller Ágost: A gellérthegyi csillagásztorony (Természettudományi Közlöny, X. kötet, 107-109. füzet, 1878).

## Nagyobb művei
- Theoretische und praktische Astronomie (Bécs 1821/1827, 3 kötet)
- Über Höhenmessung durch Barometer (uo. 1821)
- Dioptrik oder anleitung zur Verfertigung der Fernrohre (uo. 1830)
- Gnomonik oder anleitung zur Verfertigung aller Arten von Sonnenuhren (uo. 1833)
- Über Sterngruppen und Nebelmassen des Himmels (uo. 1835)
- Atlas des gestirnten Himmels (Stuttgart, 1839)
- Die Wunder des Himmels (uo. 1834-1836, 3 kötet, 7-ik kiadása 1882-83 Edmund Weiss-től)
- Handbuch zur Umrechnung der vorzüglichsten Münzen, Masse und Gewichte (uo. 1832)
- Kalendariographic (Bécs, 1828)